# Villaluenga de la Sagra
Villaluenga de la Sagra är en kommun i Spanien.   Den ligger i provinsen Toledo och regionen Kastilien-La Mancha, i den centrala delen av landet, 50 km söder om huvudstaden Madrid. Antalet invånare är 4 083. Arean är 27,0 kvadratkilometer.
Terrängen i Villaluenga de la Sagra är platt.